# Narta
Narta is een plaats in de gemeente Štefanje in de Kroatische provincie Bjelovar-Bilogora. De plaats telt 758 inwoners (2001).